# Žabnica (gmina Kranj)
Žabnica – wieś w Słowenii, w gminie miejskiej Kranj. W 2018 roku liczyła 316 mieszkańców. 